# British and Foreign Bible Society
La British and Foreign Bible Society (en français la Société biblique britannique et étrangère, aussi parfois appelée Bible Society) est une société biblique chrétienne œcuménique. Elle est membre de l'Alliance biblique universelle.

## Histoire
Elle est fondée le 7 mars 1804, notamment, par William Wilberforce et Thomas Charles.
La Société biblique britannique et étrangère n'est pas la plus ancienne société biblique au monde, car la première association britannique à s'appeler société biblique, fondée en 1779, existe toujours sous le nom de Société biblique navale et militaire.
Le siège de la Société s'est longtemps trouvé à Londres : par exemple, en 1972 elle était installée au 146, Queen Victoria Street, London EC4. En 1985, la société a déménagé à Swindon et à cette occasion sa bibliothèque, comprenant la plus vaste collection mondiale de bibles (environ 39 000 volumes) a été transférée à la bibliothèque de l'université de Cambridge.

## Affiliations
Elle est affiliée à l’Alliance biblique universelle.